# Erstes Strafrechtsreformgesetz
Das Erste Gesetz zur Reform des Strafrechts wurde in Westdeutschland im Rahmen der Großen Strafrechtsreform 1969 verabschiedet. Ein Teil trat am 1. September desselben Jahrs in Kraft, im Übrigen erst am 1. April 1970. Neu an dem Gesetz waren unter anderem die Ablösung von Zuchthaus, Gefängnisstrafe, Einschließung und Haft durch die einheitliche Freiheitsstrafe, die Abschaffung der Strafbarkeit des Ehebruchs und die Legalisierung homosexueller Handlungen zwischen Männern ab 21 Jahren (§ 175 Strafgesetzbuch a. F.).